# Betsy Rawls
Betsy Rawls, född 4 maj 1928 i Spartanburg i South Carolina, död 21 oktober 2023 i Lewes i Delaware, var en amerikansk golfspelare. 
Rawls började spela golf vid 17 års ålder och vann fyra stora amatörtävlingar innan hon blev professionell 1951. Hon vann under sin karriär 55 tävlingar på LPGA Tour, däribland åtta majors. Hon vann penningligan 1959 och slutade bland de tio bästa nio gånger mellan 1957 och 1970.
När LPGA Tour Hall of Fame grundades 1967 var hon en av de sex som valdes in det första året. Ladies Professional Golf Association betraktar hennes inträdesår som 1960 eftersom hon valdes in i Hall of Fame of Women's Golf det året.
Rawls slutade att tävlingsspela 1975 och blev samtidigt tävlingsledare för LPGA-touren. 1981 avsade hon sig posten och blev därefter verkställande direktör för McDonald's Championship.
Rawls blev den första kvinnan som ingick i regelkommitten för herrarnas US Open.

## Majorsegrar
- 1951 US Womens Open
- 1952 Western Open
- 1953 US Womens Open
- 1957 US Womens Open
- 1959 Western Open, LPGA Championship
- 1960 US Womens Open
- 1969 LPGA Championship

## LPGA-segrar
- 1951 Sacramento Women's Invitational Open
- 1952 Houston Weathervane, Bakersfield Open, Seattle Weathervane, Eastern Open,  Carrollton Open, Thomasville Open, Cross-Country 144 Hole Weathervane
- 1953 Barbara Romack Open, Eastern Open, Fort Worth Open.
- 1954 Tampa Women's Open, St. Louis Open, Texas Open
- 1955 Carrollton Open
- 1956 Tampa Open, Sarasota Open, Peach Blossom Open
- 1957 Tampa Open, Lake Worth Open, Peach Blossom Open, Reno Open
- 1958 Tampa Open, St. Petersburg Open
- 1959 Lake Worth Open, Royal Crown Open, Babe Zaharias Open, Land of the Sky Open, Triangle Round Robin, Mt. Prospect Open, Waterloo Open, Opie Turner Open
- 1960 Babe Zaharias Open, Cosmopolitan Open, Asheville Open.
- 1961 Cosmopolitan Open, Bill Brannin's Swing Parade
- 1962 J.E. McAuliffe Memorial
- 1963 Sunshine Women's Open
- 1964 Dallas Civitan Open Invitational, Vahalla Open
- 1965 Pensacola Invitational, Waterloo Open
- 1968 Mickey Wright Invitational
- 1970 Dallas Civitan Open, Cincinnati Open
- 1972 GAC Classic

## Inofficiella segrar
- 1951 Hollywood Four-Ball
- 1954 Inverness Four-Ball

## Utmärkelser
- 1959 Vare Trophy
- 1980 Patty Berg Award
- 1983 Texas State Golf Hall of Fame
- 1987 World Golf Hall of Fame, Metropolitan Golf Writers Association's Gold Tee Award
- 1995 Sprint Lifetime Achievement Award
- 1996 Bob Jones Award
- 2000 LPGA 50th Anniversary Commissioner's Award